# Агиос Спиридонас (дем Дион-Олимп)
Агиос Спиридонас или Каливия Кондариотисас (на гръцки: Άγιος Σπυρίδωνας, катаревуса: Άγιος Σπυρίδων, до 1928 година Καλύβια Κονταριώτισσης, Каливия Кондариотисис, в превод Колиби на Кондариотиса) е село в Егейска Македония, Гърция, дем Дион-Олимп в административна област Централна Македония.

## География
Селото се намира на 70 m надморска височина, югозападно от Кондариотиса и североизточно от Вронду.

## История
Селото възниква като колибарско, основано от жителите на Кондариотиса, за да обработват по-лесно имотите си, но постепенно се разраства.
Населението произвежда картофи, жито и се занимава частично и със скотовъдство.
| Година    | 1913 | 1920 | 1928 | 1940 | 1951 | 1961 | 1971 | 1981 | 1991 | 2001 | 2011 | 2021 |
| --------- | ---- | ---- | ---- | ---- | ---- | ---- | ---- | ---- | ---- | ---- | ---- | ---- |
| Население | 359  | 310  | 332  | 588  | 752  | 1060 | 1137 | 1180 | 1337 | 1558 | 1489 | 1377 |